# Trạm bơm nước Wrocław

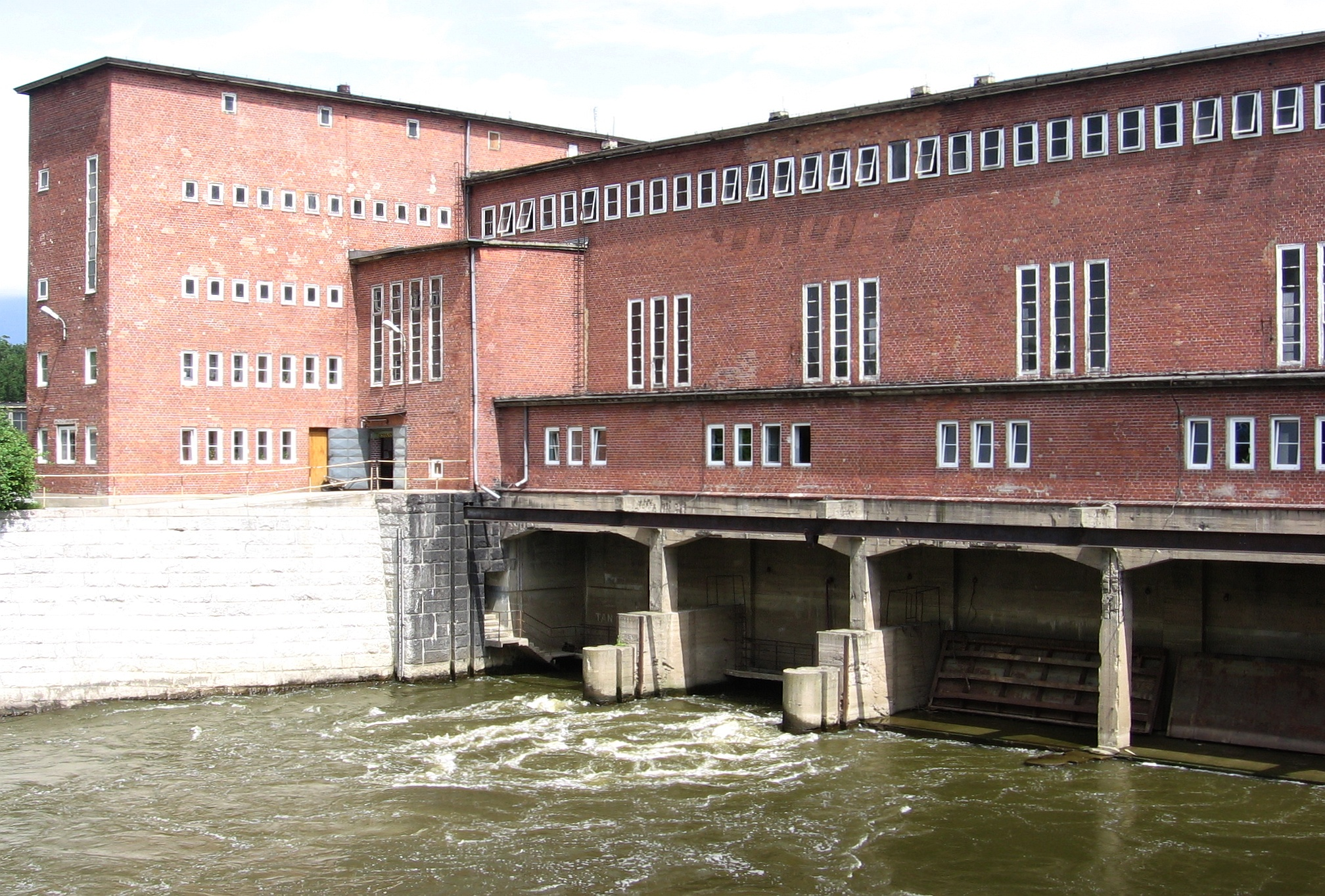
Nhà máy điện miền Nam tại Wrocław

Nhiều con sông, bao gồm cả con sông lớn nhất Odra, chảy qua thành phố Wrocław và nhiều khoản đầu tư vào lĩnh vực thủy lợi được thực hiện trong suốt lịch sử của thành phố, đã tạo ra một trong những nút nước lớn nhất ở Ba Lan - nút nước Wrocław. Từ khi bắt đầu tồn tại, một trong những yếu tố của nó là các nhà máy điện nước ở Wrocław sử dụng năng lượng nước.
Ban đầu, đây là những nhà máy nước và các phòng động cơ phục vụ tưới tiêu nằm trên bờ của các nhà máy đường sông . Trong thời hiện đại, các phòng động cơ này đã dần bị thanh lý, hoặc một số chúng đã bị phá hủy trong chiến tranh và không được ghi nhận. Ở nơi của các phòng đó, các nhà máy điện đã được tạo ra, tập trung vào sản xuất điện - nhà máy thủy điện.
Do sự hạn chế liên quan đến rò rỉ xảy ra trên các con đập Wroclaw và không có khả năng xây dựng các hồ chứa ở địa hình đô thị hóa và bằng phẳng, các nhà máy thủy điện được xây dựng trong thành phố là các nhà máy thủy điện nhỏ. 

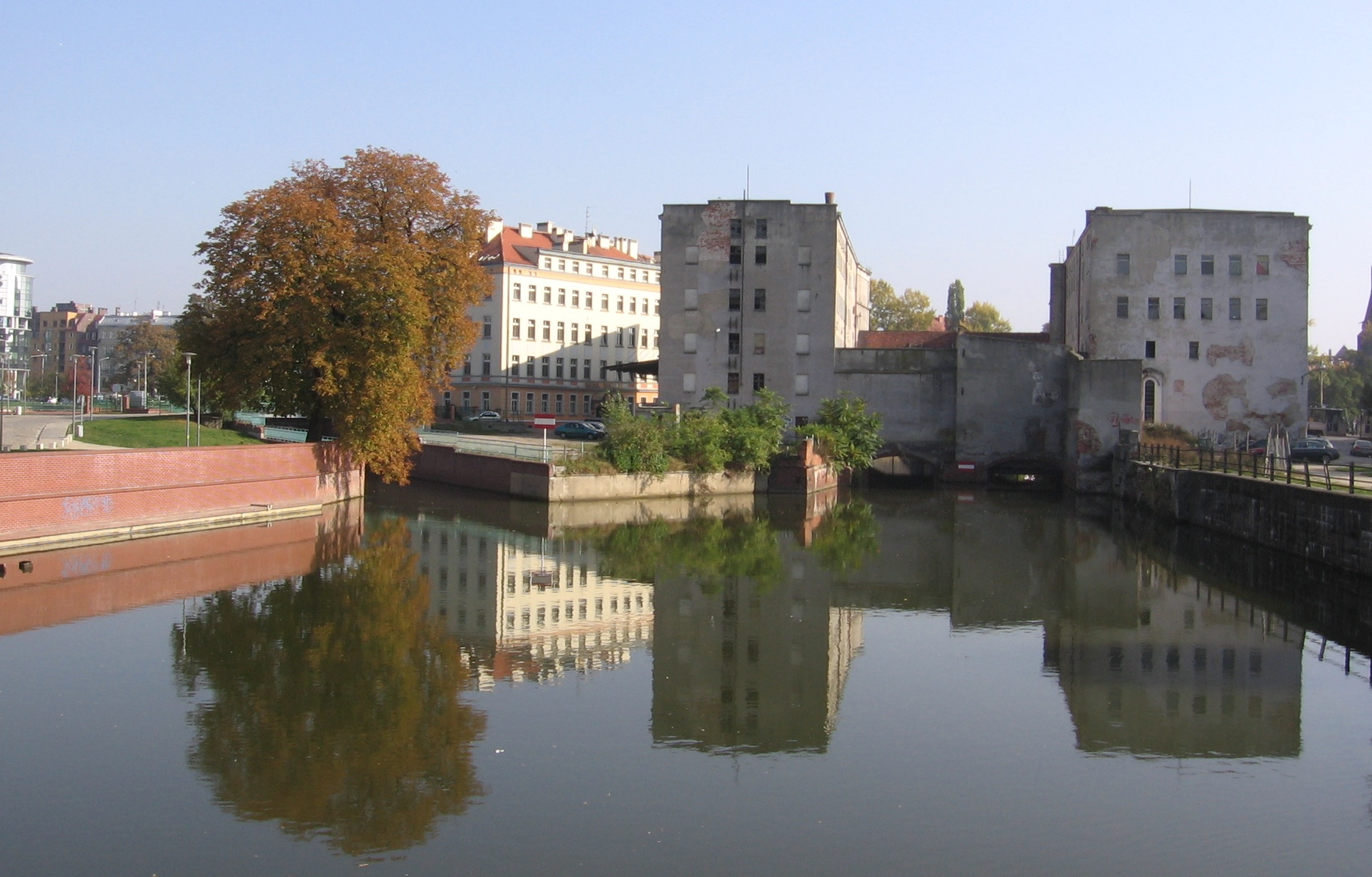
Miller Maria và Feniks

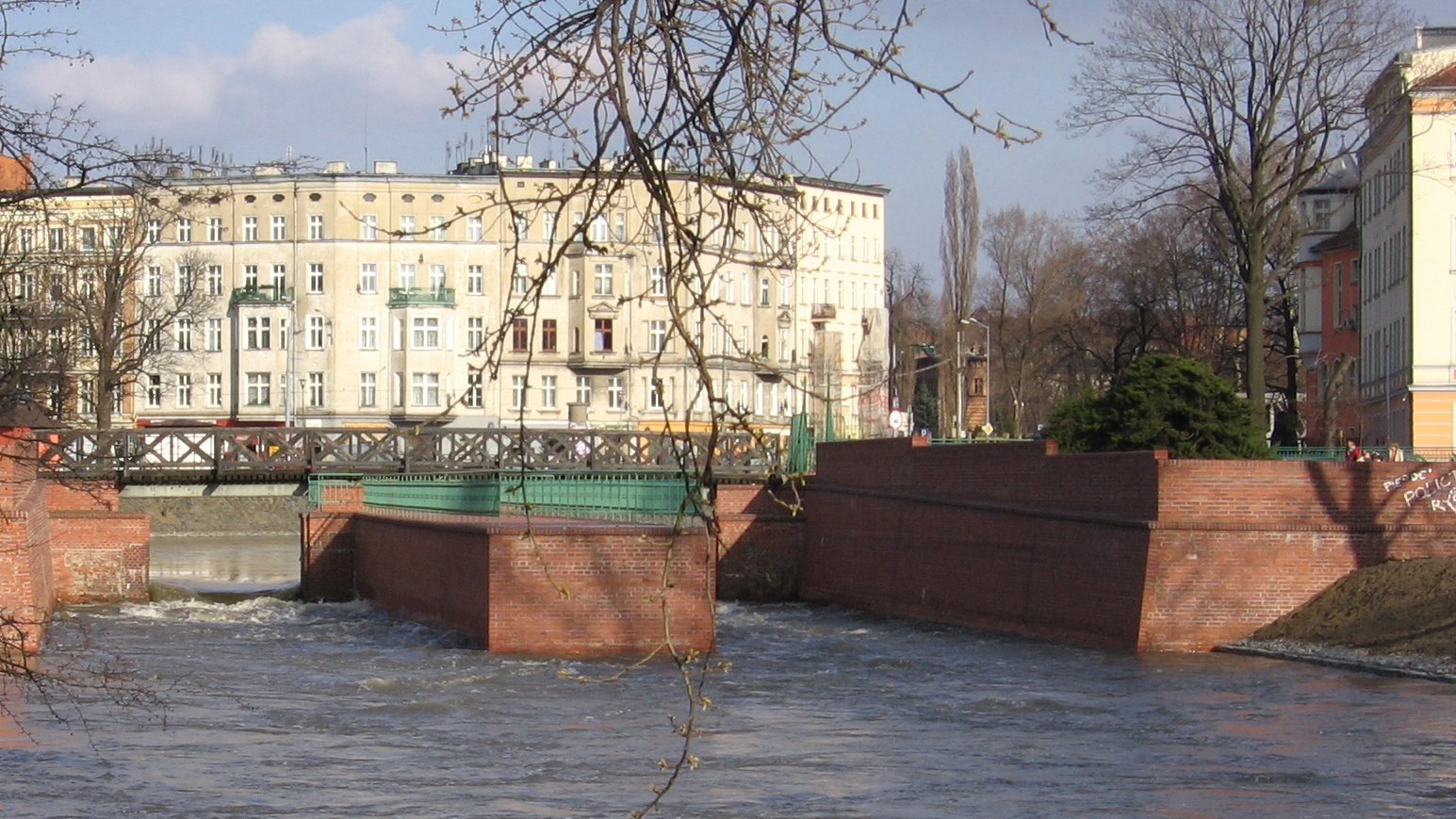
Máng xối nhà máy Klary

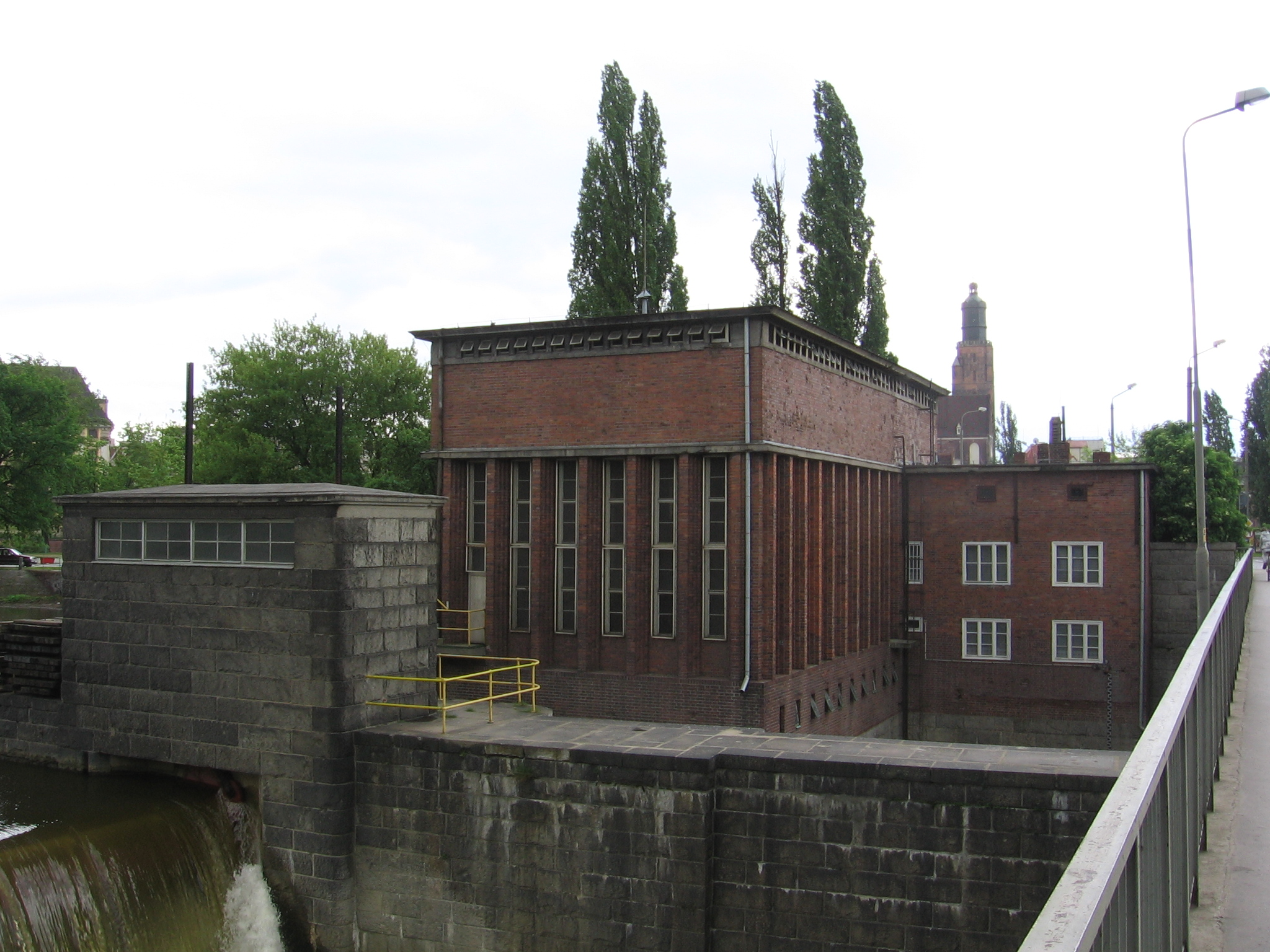
Nhà máy thủy điện Wrocław II (Bắc)

## Lịch sử
Việc xây dựng một nhà máy điện nước để phục vụ cho nhu cầu của các nhà máy khác nhau đã được thực hiện ở Wrocław từ những thế kỷ đầu tiên thành lập thành phố. Chúng chủ yếu là các nhà máy nước.

## Các nhà máy thủy điện ở Wrocław
Một phần của các nhà máy thủy điện ở Wrocław đã được thành lập ở những nơi có các nhà máy điện nước khác trước đây, sau đó bị phá hủy. Do công suất nhỏ được lắp đặt - đó là kết quả của các điều kiện trên nguồn nước trong Nút nước Wrocław - một phần của nhà máy điện đã bị ngừng hoạt động.